# Zwin College
Het Zwin College is een middelbare school gelegen in Oostburg aan Nieuwstraat 50.

## Geschiedenis
Het Zwin College is -in het kader van schaalvergroting- begin jaren '80 van de 20e eeuw ontstaan door de fusie van de twee in Oostburg aanwezige middelbare scholen, namelijk het (neutrale) Koningin Wilhelmina Lyceum (KWL) en de (katholieke) Scholengemeenschap Sint Eloy. Deze fusie vond plaats in het kader van de Mammoetwet.
Het Koningin Wilhelmina Lyceum ontstond in de nasleep van de Belgische annexatieplannen van direct na de Eerste Wereldoorlog, en het gebouw stamt van 1924. Het lyceum was een geschenk van de regering aan West-Zeeuws-Vlaanderen voor de betoonde trouw harer bewoners tijdens de annexatiebeweging van 1918.
De Scholengemeenschap Sint Eloy werd in 1947 opgericht als R.K. HBS en MMS voor West-Zeeuwsch-Vlaanderen. De oprichting van deze school vond plaats vanuit het idee dat de verzuiling ook na de Tweede Wereldoorlog nog intact zou blijven. Na enige tijd in IJzendijke en vooral in Schoondijke te zijn gevestigd in een voorlopige behuizing, betrok Sint Eloy in 1958 een pand in Oostburg, ontworpen door Frans Mol.
De vmbo-opleiding, reeds onderdeel van het Koningin Wilhelmina Lyceum en ontstaan uit de voormalige Ambachtsschool, werd bij het Zwin College gevoegd en als zodanig ontstond een instelling voor gymnasium, vwo, havo en vmbo. De locatie van het Koningin Wilhelmina Lyceum werd afgestoten en het Zwin College werd op de locatie van Sint Eloy gevestigd, waar tevens een nieuw gebouw werd opgericht. Het KWL-gebouw werd in 2003 heringericht als appartementencomplex.
In 2017 dreigde het Zwin College opnieuw slachtoffer te worden van de schaalvergroting, mede veroorzaakt door dalende leerlingenaantallen, waarop de vier nog bestaande instellingen voor middelbaar onderwijs in Zeeuws-Vlaanderen betrokken werden, namelijk -naast het Zwin College- het Reynaert College te Hulst, De Rede in Terneuzen en het (protestants-christelijke) Zeldenrust-Steelantcollege, eveneens te Terneuzen. Door samenwerking van deze vier scholen kon sluiting van het Zwin College voorkomen worden, wat van belang is voor de inwoners van deze dunbevolkte streek, aangezien de afstand tot Terneuzen voor de leerlingen niet dagelijks overbrugbaar is.